# Манпріт Саркарія
Манпріт Саркарія (нім. Manprit Sarkaria, нар. 26 серпня 1996, Відень) — австрійський футболіст індійського походження, півзахисник клубу «Штурм» (Грац).

## Ігрова кар'єра
Народився 26 серпня 1996 року в місті Відень. Вихованець футбольної школи клубу «Аустрія» з рідного міста. З травня 2014 року став виступати за резервну команду у Регіональній лізі. Загалом в цій команді провів п'ять сезонів, взявши участь у 109 матчах чемпіонату.
22 жовтня 2017 року в матчі проти столичного «Рапіда» (0:1) він дебютував за першу команду в австрійській Бундеслізі. 8 грудня 2019 року в поєдинку проти цієї ж команди Манпріт забив свій перший гол за «Аустрію», принісши своїй рідній команді нічию 2:2. У січні 2018 року Саркарія підписав свій перший професійний контракт до 2021 року і загалом за чотири сезони він провів 63 матчі в Бундеслізі, забивши десять голів.
Влітку 2021 року на правах вільного агента Саркарія підписав контракт із «Штурмом» (Грац) і 23 липня в матчі проти «Ред Булла» (1:3) він дебютував за новий клуб. 15 серпня того ж року в поєдинку проти ЛАСКа (3:1) Манпріт зробив «дубль», забивши свої перші голи за «Штурм». Станом на 31 липня 2022 року відіграв за команду з Граца 33 матчі в національному чемпіонаті.

## Статистика виступів

### Статистика клубних виступів
Статистика оновлена станом на 29 лютого 2020 року.
| Сезон             | Команда            | Чемпіонат         | Чемпіонат | Чемпіонат | Національний кубок | Національний кубок | Національний кубок | Континентальні кубки | Континентальні кубки | Континентальні кубки | Інші змагання | Інші змагання | Інші змагання | Усього | Усього | Усього |
| Сезон             | Команда            | Ліга              | Ігор      | Голів     | Ліга               | Ігор               | Голів              | Ліга                 | Ігор                 | Голів                | Ліга          | Ігор          | Голів         | Ігор   | Голів  |        |
| ----------------- | ------------------ | ----------------- | --------- | --------- | ------------------ | ------------------ | ------------------ | -------------------- | -------------------- | -------------------- | ------------- | ------------- | ------------- | ------ | ------ | ------ |
| 2017–18           | «Аустрія» (Відень) | БЛ                | 5         | 0         | КА                 | 1                  | 0                  | ЛЄ                   | 2                    | 0                    |               | -             | -             | 8      | 0      |        |
| 2018–19           | «Аустрія» (Відень) | БЛ                | 7         | 0         | КА                 | 1                  | 0                  |                      | -                    | -                    |               | -             | -             | 8      | 0      |        |
| 2019–20           | «Аустрія» (Відень) | БЛ                | 10        | 1         | КА                 | 0                  | 0                  | ЛЄ                   | 1                    | 0                    |               | -             | -             | 11     | 1      |        |
| Усього за кар'єру | Усього за кар'єру  | Усього за кар'єру | 22        | 1         |                    | 2                  | 0                  |                      | 3                    | 0                    |               | -             | -             | 27     | 1      |        |

## Титули і досягнення
- Володар Кубка Австрії (1):

«Штурм»: 2022-23